# 에델 케네디
에델 케네디(혼전성 스카켈(Skakel), 영어: Ethel Kennedy, 1928년 4월 11일~2024년 10월 10일)는 미국의 인권옹호자이다. 그녀는 미국 상원의원 로버트 F. 케네디의 미망인이며, 존 F. 케네디 대통령의 제수이며, 조지와 앤 스카켈의 여섯 번째 자녀이다. 그녀의 남편의 1968년 암살 직후, 케네디는 정의롭고 평화로운 세상이라는 그의 목표를 달성하기 위해 노력하는 비영리 자선단체인 로버트 F. 케네디 정의 인권 센터를 설립했다. 2014년, 그녀는 버락 오바마 대통령으로부터 대통령 훈장을 받았다.